# Mistrzostwa Ameryki Północnej, Środkowej i Karaibów w Piłce Siatkowej Kobiet 2005
XIX Mistrzostwa Ameryki Północnej, Środkowej i Karaibów w piłce siatkowej kobiet odbyły się w 2005 roku w Port-of-Spain w Trynidadzie i Tobago. W mistrzostwach wystartowało 8 reprezentacji. Mistrzem została po raz piąty reprezentacja Stanów Zjednoczonych.

## Klasyfikacja końcowa
| Miejsce | Reprezentacja     |
| ------- | ----------------- |
|         | Stany Zjednoczone |
|         | Kuba              |
|         | Dominikana        |
| 4.      | Portoryko         |
| 5.      | Kanada            |
| 6.      | Barbados          |
| 7.      | Meksyk            |
| 8.      | Trynidad i Tobago |